# J.R. Sakuragi
J.R. Sakuragi (jap. 桜木 ジェイアール Sakuragi Jeiāru), urodzony jako Milton J.R. Henderson (ur. 30 października 1976 w  Bakersfield) – amerykański koszykarz, grający na pozycjach niskiego lub silnego skrzydłowego, posiadający także japońskie obywatelstwo, były reprezentant tego kraju, obecnie zawodnik SeaHorses Mikawa.

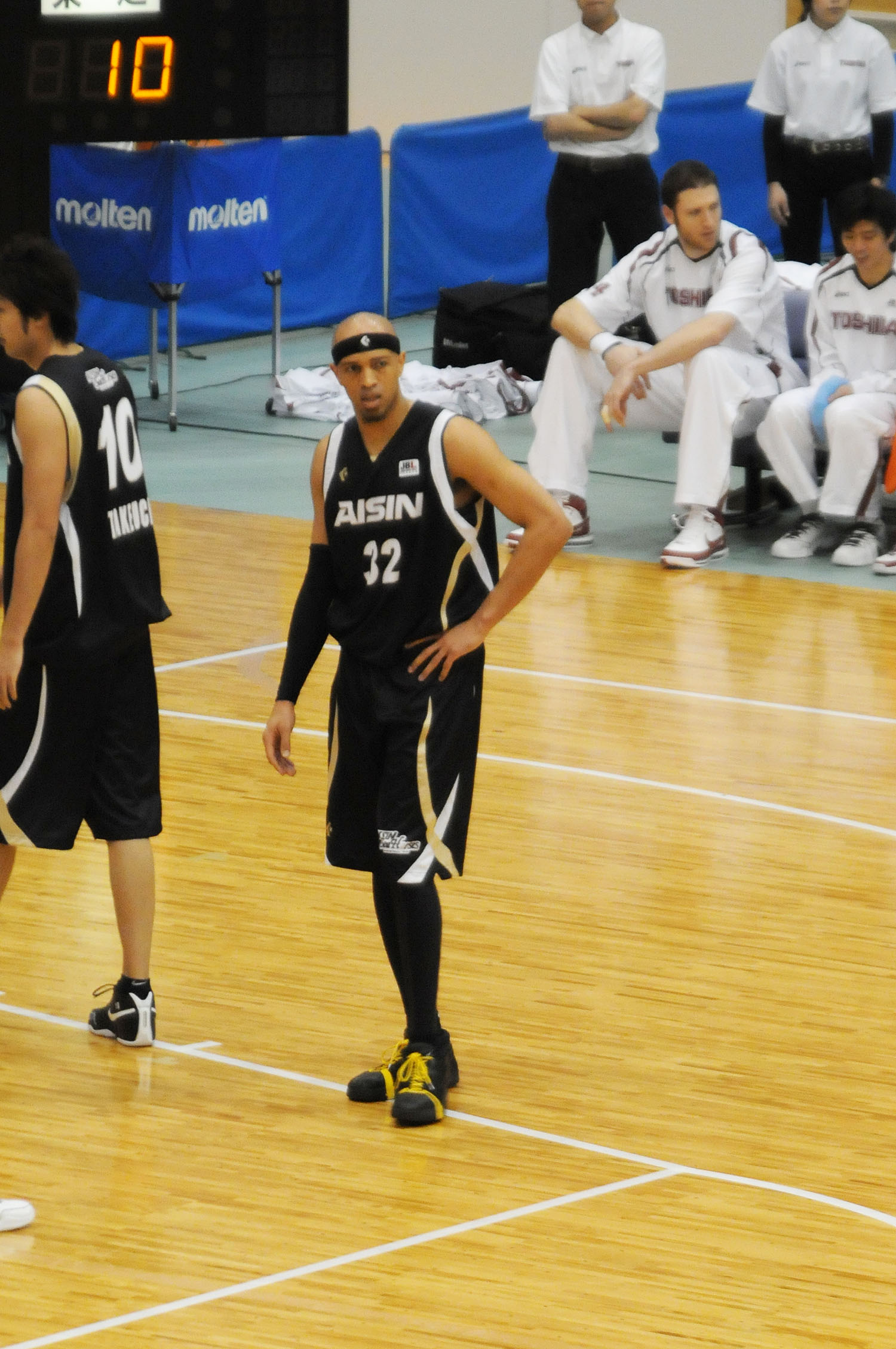
Sakuragi w 2008.

Sakuragi wychowywał się i uczęszczał do szkoły w Bakersfield. W czasie studiów grał w lidze uniwersyteckiej NCAA, w drużynie Uniwersytetu Kalifornijskiego.
W 1998 został wybrany do drużyny  Vancouver Grizzlies, gdzie spędził jeden sezon. Przez kolejne dwa sezony grał w Las Vegas, w drużynach ligi francuskiej oraz w drużynach letniej ligi Portoryko i Filipin.
W 2001 przeniósł się do japońskiej drużyny Aisin Seahorses. W 2007 złożył wniosek o nadanie mu japońskiego obywatelstwa. Wraz z obywatelstwem zmienił również nazwisko, z J.R. Henderson na J.R. Sakuragi.
Zawodnik jest reprezentantem narodowym Japonii w koszykówce.

## Osiągnięcia
Stan na 25 października 2019, na podstawie, o ile nie zaznaczono inaczej.
NCAA
- Mistrz:
  - NCAA (1995)
  - sezonu regularnego konferencji Pac-10 (1995, 1996, 1997)
- Uczestnik rozgrywek:
  - Elite 8 turnieju NCAA (1995, 1997)
  - Sweet 16 turnieju NCAA (1995, 1997, 1998)
  - turnieju NCAA (1995–1998)
- Zaliczony do:
  - I składu Pac-10 (1996, 1998)
  - najlepszych pierwszorocznych zawodników Pac-10 (1995)
- Lider Pac-10 w liczbie oddanych rzutów:
  - za 2 punkty (411 – 1998)
  - wolnych (260 – 1998)

Drużynowe
- Mistrz Japonii (2003, 2004, 2008–2010, 2013, 2015)[4][5][6][7][8]
- Wicemistrz Japonii (2012, 2016)[9]
- Zdobywca:
  - Emperiors Cup (2009, 2011, 2013)[10]
  - Challenge Cup (2007)

Indywidualne
(* – nagrody przyznane przez portal asia-basket.com)
- MVP:
  - sezonu ligi japońskiej (2011–2013)[9][7]
  - finałów ligi japońskiej (2013)[7]
- Najlepszy*:
  - zawodnik krajowy ligi japońskiej (2013)[7]
  - środkowy ligi japońskiej (2009, 2010, 2013)[5][6][7]
- Zaliczony do:
  - I składu:
    - ligi japońskiej (2009, 2010, 2012, 2013)[5][6][9][7]
    - IBL (2000)
    - zawodników:
      - krajowych ligi japońskiej (2008–2015)*[4][5][6][10][9][7][11][8]
      - zagranicznych ligi japońskiej (2006)[12]

  - II składu ligi japońskiej (2006, 2011, 2014, 2018)*[12][10][11][13]
  - składu honorable mention ligi japońskiej (2015, 2016, 2019)*[8][14][15]
- Uczestnik meczu gwiazd ligi japońskiej (2003–2015)[16][17][18][12][19][4][5][6][9][11][8]
- Lider ligi japońskiej w:
  - punktach (2006)[12]
  - zbiórkach (2012, 2013)[9][7]
  - asystach (2011, 2013)[7]

Reprezentacja
- Wicemistrz FIBA Asia Challenge (2012)
- Uczestnik mistrzostw Azji (2007 – 8. miejsce, 2013 – 9. miejsce)